# Project Runway
Project Runway eller Projekt Catwalk er et amerikansk designer-realityshow med modellen Heidi Klum som vært. Første sæson havde premiere i 2004 og showet har i 2016 haft 14 regulære sæsoner og 5 all star-sæsoner med tidligere deltagere.

## Format
I hver sæson kæmper 11-16 designere om at vinde konkurrencen. Vinderen får flere større præmier. Præmierne har gennem sæsonerne bl.a. bestået af penge, en fotoserie i et stort modeblad, en systue, en bil, et årsforbrug af makeupartister til modeshows og en modeblog.
Hver uge skal designerne fremstille et design indenfor et tema og de har hver en model til rådighed. Temaer der har gået igen i mange sæsoner er:
- Et design med ukonventionelle materialer
- Et avantgarde-design
- Et design til den røde løber
- Et design til en amerikaner fra gaden
- Et haute couture-design
- Et design til en kendis

Undervejs får deltagerne mulighed for at konsultere med deres mentor, prøve designet på deres model og aftale makeup og hår med showets makeup-artister og hårstylister.
Når designerne er færdige med deres design er der et catwalkshow, hvor designernes design vises frem for dommerne. Hver af dommerne giver point til de enkelte designs og de tre designere, der får den højeste score, samt de tre designere, der får den laveste score, bliver så kaldt frem for dommerne. De seks designerne får her mulighed for at svare på dommernes spørgsmål og forklare deres design for dommerne. Herefter evaluerer dommerne og designerne bliver kaldt tilbage på catwalken. Her bliver først ugens tre bedste designeres placering fremlagt af dommerne og til sidst bliver de tre lavest-scorende designeres placering fremlagt og en designer bliver sendt hjem. Enkelte gange er nul eller to designere dog blevet sendt hjem.
De sidste tre eller fire deltagere laver en hel kollektion og den evalueres tilsvarende af dommerne, der herefter afslører sæsonens vinderen.

## Dommere
Klum har været vært på alle de regulære sæsoner. I første sæson af Project Runway All Stars var modellen Angela Lindvall vært, mens værtsrollen i anden sæson blev givet til modellen Carolyn Murphy. Tredje til femte sæson har haft skuespillerinden Alyssa Milano som vært.
Udover værten har hver sæson to faste dommere, samt 1-2 gæstedommere per afsnit. Moderedaktøren Nina Garcia har været den ene dommer i alle de regulære sæsoner, mens den anden dommer har været henholdsvis designeren Michael Kors og designeren Zac Posen. I Project Runway All Stars har de to faste dommere været designerne Georgina Chapman og Isaac Mizrahi i alle sæsoner. Gæstedommerne har været designere, modeller, modebloggere, skuespillere og andre kendisser.

## Vindere af Project Runway
- Sæson 1: Jay McCarroll
- Sæson 2: Chloe Dao
- Sæson 3: Jeffrey Sebelia
- Sæson 4: Christian Siriano
- Sæson 5: Leanne Marshall
- Sæson 6: Irina Shabayeva
- Sæson 7: Seth Aaron Henderson
- Sæson 8: Gretchen Jones
- Sæson 9: Anya Ayoung-Chee
- Sæson 10: Dmitry Sholokhov
- Sæson 11: Michelle Lesniak Franklin
- Sæson 12: Dom Streater
- Sæson 13: Sean Kelly
- Sæson 14: Ashley Nell Tipton
- Sæson 15: Erin Robertson

## Vindere af Project Runway All Stars
- Sæson 1: Mondo Guerra
- Sæson 2: Anthony Ryan Auld
- Sæson 3: Seth Aaron Henderson
- Sæson 4: Dmitry Sholokhov
- Sæson 5: Dom Streater